# Shromáždění notáblů

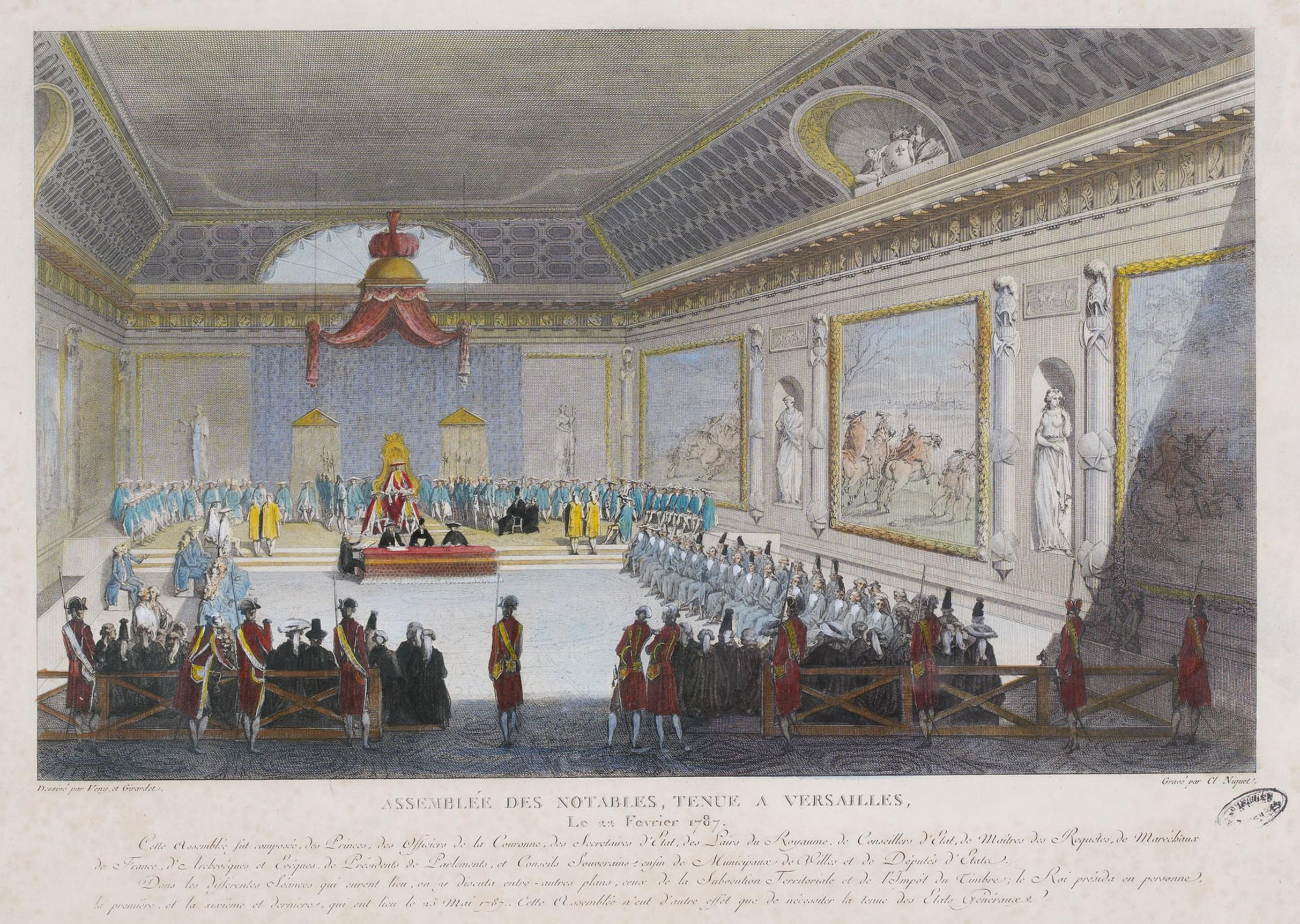
Barevný tisk, rytina Clauda Niqueta podle kresby Very a Girardeta, představující shromáždění významných osobností konané ve Versailles dne 22. února 1787. Národní archivu, AE/II/3015

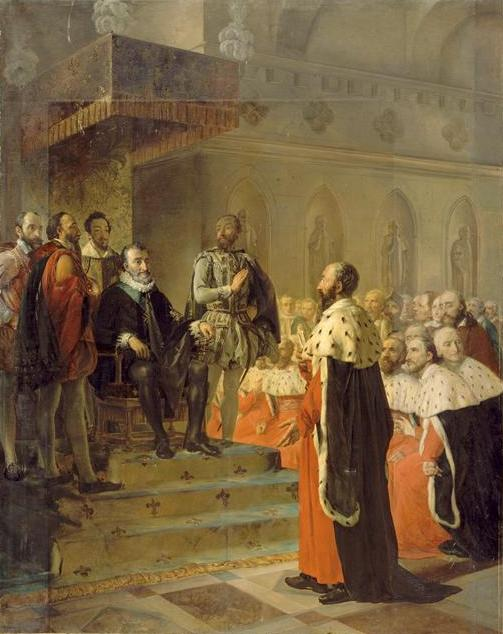
Shromáždění notáblů v Rouenu (4. listopadu 1596).

Shromáždění notáblů (francouzsky assemblée des notables) bylo ve francouzském království shromáždění, s nímž se král radil ve věcech týkajících se království a jehož členové jím byli jmenováni. Mělo mnoho označení, spojení „shromáždění notáblů“ bylo prvně užito v souvislosti se sněmem shromážděným v Rouenu v roce 1596.

## Definice
Od generálních stavů se odlišují způsobem jmenování zástupců. Jde o králem jmenované významné osobnosti ze všech vrstev společnosti – duchovenstvo, šlechta, městské orgány, delegáti jednotlivých provinčních parlamentů. K řešeným otázkám vydali své stanovisko, ale nemohli psát stížnosti (kromě toho z roku 1596, který k tomu měl právo).
Generální stavy šlo označit za určitý způsob vlády, zatímco shromáždění notáblů bylo jen poradní formou a díky způsobu jmenování bylo i věrnější panovníkovi. Panovník shromáždění notáblů využíval především za účelem legitimizace a schválení reforem, popř. nových daní.
Mezi roky 1627 a 1787 (160 let) nebylo shromáždění svoláno.

## Seznam shromáždění notáblů
Podle jejich hlavního programového bodu je lze rozdělit do tří typů: slavnostně potvrzovali právo vládnout v království, diskutovali nad návrhy reforem, nebo souhlasili s novými daňovými odvody.
| Panování      | Dominantní mise                               | Výsledek | Termíny a místo                                                                           |
| ------------- | --------------------------------------------- | --- | ----------------------------------------------------------------------------------------- |
| Ludvík XI.    | Slavnostní potvrzení práva vlády v království | Anulace Peronnské smlouvy (1468) | v červnu 1470 v Tours                                                                     |
| Ludvík XII.   | Slavnostní potvrzení práva vlády v království | Zrušení klauzulí smlouvy z Blois týkajících se plánovaného sňatku Klaudie Francouzské s Karlem V. Ludvík XII. je prohlášen za „Otce lidu“. | od 10. do 21. května 1506, v Tours                                                        |
| František I.  | Slavnostní potvrzení práva vlády v království | | od 16. do 20. prosince 1527, v Paříži                                                     |
| Jindřich II.  | Souhlas s novými daňovými odvody              | | od 5. do 14. ledna 1558, v Paříži                                                         |
| František II. | Diskuse nad návrhy reforem                    | | od 21. do 26. srpna 1560, ve Fontaineblau                                                 |
| Jindřich III. | Souhlas s novými daňovými odvody              | | od 28. července do 4. srpna 1575, v Paříži                                                |
| Jindřich III. | Diskuse nad návrhy reforem                    | Změny týkající se ověřování výjimek a potírání podvodů ve volbách ve všech provinciích.                                                    | od 18. listopadu 1583 do počátku února 1584, v Saint-Germain-en-Laye                      |
| Jindřich IV.  | Souhlas s novými daňovými odvody              | Oprávnění psát a přednášet stížnosti z lidu.                                                                                               | od 4. listopadu 1596 do 26. února 1597, v Rouenu                                          |
| Ludvík XIII.  | Diskuse nad návrhy reforem                    | | od 3. prosince 1617 do 29. ledna 1618, v Rouenu a později v Paříži                        |
| Ludvík XIII.  | Diskuse nad návrhy reforem                    | od 2. prosince 1626 do 24. února 1627, v Paříži                                                                                            |                                                                                           |
| Ludvík XVI.   | Souhlas s novými daňovými odvody              | | od 22. února do 25. května 1787; dále od 6. listopadu do 12. prosince 1788, ve Versailles |